# Fauveliopsis scabra
Fauveliopsis scabra é uma espécie de anelídeo pertencente à família Fauveliopsidae.
A autoridade científica da espécie é Hartman & Fauchald, tendo sido descrita no ano de 1971.
Trata-se de uma espécie presente no território português, incluindo a sua zona económica exclusiva.